# Serafim Corrêa
Serafim Fernandes Corrêa OMM (Manaus, 3 de abril de 1947), mais conhecido como Serafim Corrêa, é um economista, advogado e político brasileiro filiado ao Partido Socialista Brasileiro (PSB) desde 1993. Foi prefeito de Manaus entre 2005 e 2009, e deputado estadual do Amazonas entre 2015 e 2023.

## Carreira e política
Filho de Joaquim Francisco Corrêa e Safira Fernandes Corrêa. Em 1970 graduou-se em economia pela Universidade Federal do Amazonas (UFAM) e ingressou no funcionalismo público em 1976 como auditor fiscal. Professor da Escola de Administração Fazendária (ESAF) e membro do Conselho de Contribuintes do Ministério da Fazenda, em seu estado presidiu o Conselho Regional de Economia, o Sindicato Nacional dos Auditores Fiscais da Receita Federal (Unafisco) e integrou o Sindicato dos Economistas.
Sua carreira política teve início com sua filiação ao Partido Socialista Brasileiro (PSB) sendo eleito vereador em Manaus em 1988 e 1992. Candidato a prefeito em 1996 e 2000, foi derrotado por Alfredo Nascimento. Candidato a vice-governador na chapa de Eduardo Braga (PSL) em 1998, foi derrotado por Amazonino Mendes e em 2002 perdeu o governo do estado para o próprio Eduardo Braga (PPS).
Foi eleito prefeito de Manaus no segundo turno em 2004 ao derrotar Amazonino Mendes (PFL), mas ao tentar a reeleição em 2008 foi derrotado pelo mesmo adversário, que concorreu pelo PTB. Em 2010 foi candidato a vice-governador do Amazonas na chapa de Alfredo Nascimento, porém a reeleição do governador Omar Aziz frustrou suas pretensões. Em 2014 foi eleito deputado estadual com 36 501 votos.
Concorreu novamente à prefeitura de Manaus na eleição municipal em 2016, ficando em quarto lugar com 10,91% dos votos.
Escreveu quatro livros: “Porque Bosco Morreu”, “Manaus e a Constituição-Mãe”, “Os Números de Manaus” e “Zona Franca de Manaus — História, Mitos e Realidade”.
É pai de Marcelo Serafim, vereador de Manaus.